# Лестовка
Ле́стовка (от стар.-слав. лествица — «лестница») — плетёные кожаные или тканые чётки со счётными элементами в виде поперечных валиков или складок (ступеньки, бобки). Использовались до раскола Русской церкви, а после него постепенно были вытеснены вервицей — узелковыми чётками. Характерны в основном для старообрядцев, но до сих пор используются и некоторыми другими православными. Лестовка внешне напоминает гибкую лестницу и символизирует в древнерусской традиции лестницу духовного восхождения на небо.

## Описание
Лестовка состоит из валиков («бобочек»), которые сплетены в ленту («дорожку» или «ремешок»).
Полный вариант лестовки содержит 109 ступенек, разграниченных следующим образом:
- 3 ступени в начале лествицы у лапостков — «аллилуйные» с молитвой «Аллилуия, аллилуия, слава Тебе, Боже».
- Кожаная полоска в виде пустого пространства без ступенек — «земля» — символизирует землю, от которой начинается путь духовного восхождения[источник не указан 548 дней].
- 12 ступенек — символизируют двенадцать апостолов, учеников Иисуса Христа.
- 1 большая ступень[комм. 1].
- 38 ступенек — срок вынашивания Христа Богородицей.
- 1 большая ступень[комм. 1].
- 33 ступени — количество лет земной жизни Христа.
- 1 большая ступень[комм. 1].
- 17 ступенек — количество пророчеств о Христе, описанных в Ветхом Завете.
- Кожаная полоска в виде пустого пространства без ступенек — «небо» — как понуждение восходить «горе́»; символизирует небо, куда следует путь духовного восхождения[источник не указан 548 дней].
- 3 ступени в конце лествицы у лапостков — «аллилуйные» с молитвой «Аллилуия, аллилуия, слава Тебе, Боже».

Девять ступеней (6 у лапостков и 3 больших) символизируют девять чинов ангельских.
Лестовка замкнута в кольцо в знак непрестанной молитвы. Концы ленты соединяют четырьмя треугольниками («лапостками»), которые сшиты попарно и оплетены кожаной оплёткой. Треугольная форма лапостков символизирует Троицу — Отца, Сына и Святого Духа. Четыре лапостка символизируют четыре Евангелия от Матфея, Марка, Луки и Иоанна, а оплётка или обшивка краёв — целостность и непреложность евангельского учения. Две пары лапостков — символ двух скрижалей Завета Божия, которые в Новом Завете раскрыты в четырёх Евангелиях. Между лапостками — семь «передвижек», которые символизируют семь святых таинств Церкви и служат для счёта каждой сотни прочитанных молитв.
Внутрь бобочков при плетении лестовки обычно вставляют бумажный свиток с молитвой. Традиционно на каждой бумажке писали Иисусову молитву; в настоящее время в массовом производстве эту традицию не поддерживают, но есть мастера, которые бережно хранят её и вплетают в каждый бобочек свиток с Иисусовой молитвой.
Передвижки внутри современных лестовок либо сократились в размерах до невозможности реального использования, либо вообще отсутствуют. Но некоторые мастера, поддерживая древнюю традицию, делают функциональные передвижки, которые можно использовать для счёта молитв.
Современные варианты лестовки могут быть упрощёнными — без лапостков и с любым количеством валиков, начиная от десяти.

## Виды
Лестовки бывают мужскими, женскими и детскими. Мужские лестовки — холодные спокойные цвета, на лапостках могут быть вышиты инициалы евангелистов, растительные узоры и орнаменты (в старообрядческой традиции) или православный крест (в новообрядческой традиции). Также новообрядческая традиция допускает изображение на лапостках ликов святых угодников Божиих. Это объясняют тем, что лапостки символизируют евангельское учение, а святые — это те, кто своей жизнью воплотил это евангельское учение. Именно поэтому лики святых можно увидеть на лапостках лестовки. Женские лестовки — яркие, нежные цвета, на лапостках — цветы и узоры (в старообрядческой традиции), либо православный крест или изображения ликов святых (в новообрядческой традиции). Детские лестовки, как правило, плетут с бобочками меньшего размера.
Также лестовки разделяются на повседневные, праздничные и погребальные (вкладываются в левую руку усопшего православного христианина); лестовки для использования дома и дорожные.

## Использование
Лестовку обычно держат в левой руке. В новообрядческой традиции дорожка лестовки лежит на указательном пальце. Большим пальцем, перебирая ступень за ступенью, отсчитывают количество произнесённых молитв. Староверы складывают средний и указательный пальцы как для крестного знамения и пропускают дорожку лестовки между средним и безымянным пальцами. Счёт ведут передвижением лестовки большим пальцем, ступень за ступенью.
Это традиционное приспособление для молитвы в Русской православной церкви в настоящий момент не пользуется такой популярностью, как обычные чётки или вервица (хоть использование лестовки и не возбраняется церковью), так как после реформ патриарха Никона лестовку ассоциировали со старообрядцами. Хотя лестовку используют, в основном, старообрядцы практически всех согласий, в последнее время её можно увидеть и в руках представителей духовенства Русской православной церкви. У каждого православного христианина-старообрядца, не только монаха, но и мирянина должна быть своя лестовка; каждый должен непрестанно молиться Господу. Как лестовка приспособлена под молитвенные правила, так и правила согласованы с лестовкой, сколько лестовок нужно отчитать утром или за день, с какой великой ступени земные поклоны заменяют поясными. Даже покойному в гроб обязательно надевают на руку особую заранее приготовленную лестовку.
С лестовкой в руках традиционно изображается преподобный Серафим Саровский, а также праведная Иулиания Лазаревская.
Изготовление лестовок — один из традиционных старообрядческих промыслов. Предприниматель, хлебопромышленник Николай Бугров в конце XIX — начале XX веков практически монополизировал производство лестовок. Единственный крупный центр лестовичного промысла существовал в городе Семёнове.

## Комментарии
1. 1 2 3  Три одиночные ступени в середине лестовки содержат последовательно одну из следующих молитв — во образ Святой Троицы — «Помяни мя, Господи, егда приидеши во царствии си», «Помяни мя, Владыко, егда приидеши во царствии си» и «Помяни мя, Святый, егда приидеши во царствии си»[3].